# Smile (canción de Lily Allen)
«Smile» (en español: «Sonreír») es una canción y el primer sencillo de la cantante británica Lily Allen, de su primer álbum de estudio Alright, Still de 2006. Fue producido por ella misma, Iyiola Babalola y Darren Lewis. El riff de órgano es un muestreo de Jackie Mitoo en "Free Soul" de The Soul Brothers, escrita por Jackie Mitoo.

## Video
El video muestra a Lily vengándose de su exnovio que la engañaba. Ella le paga a unos tipos para que lo golpeen, después ella toma un café con él para consolarlo, mientras los tipos destruyen todo lo que hay en su departamento. En el café, ella pone laxantes en su taza para provocarle diarrea. Más tarde, como resultado de los laxantes, él regresa a su departamento a usar el baño, pero lo han bloqueado con todas sus cosas. El video finaliza con Lily caminando de noche en la calle, mientras a su exnovio lo echan de su trabajo de DJ porque los tipos rayaron todos sus discos.

## Versiones y otras apariciones
"Smile" recibió su canción propia respuesta cuando el rapero Example grabó una canción llamada "Vile", en 2006, de no inventamos la remezcla, con la lengua en la mejilla letras escritas desde la perspectiva del novio.
"Smile" aparece en la banda sonora de los videojuegos, que de Thrillville: Off the Rails, que es una simulación de parque temático. Entre otras citas, la canción está presente en la película He's Just Not That Into You y utilizado en el 2007 de la película de Judd Apatow Knocked Up y en la banda sonora. En 2009, la temporada de un episodio de "Mattress" de la Fox comedia/drama musical Glee, "Smile" fue cubierto por el personaje de Rachel, la voz de Lea Michele, la versión estuvo disponible como una descarga de iTunes y solo se incluyó más tarde en el segundo volumen banda sonora de la primera temporada.

## Formatos y contenido
| CD1 (UK and 7" Vinyl) 1. «Smile» — 3:13 2. «Smile» (Aaron LaCrate's Gutter Mix) — 2:59 3. «If You Don't Know me By Now» - 3:27 CD2 (UK) 1. «Smile» — 3:13 2. «Cheryl Tweedy» — 3:15 3. «Absolutely Nothing» — 4:04 4. «Smile» (music video) 12" Vinyl (Promo) 1. «Smile» (Digital Soundboy Mix) — 5:00 2. «Smile» (Digital Soundboy Dub) — 5:00 Digital Soundboy remixes by Shy FX. | CD (Australia) 1. «Smile» — 3:13 2. «Cheryl Tweedy» — 3:15 3. «Absolutely Nothing» — 4:04 4. «Smile» (Aaron LaCrate's Gutter Mix) -2:59 Descarga digital (U.S.) 1. «Smile» — 3:13 2. «Smile» (Aaron LaCrate's gutter mix) -2:59 3. «Cheryl Tweedy» — 3:15 4. «Absolutely Nothing» — 4:04 |

## Posicionamiento
| Lista (2006/2007)                | Mejor posición |
| -------------------------------- | -------------- |
| Australian Singles Chart         | 4              |
| Austrian Singles Chart           | 9              |
| Belgian (Flanders) Singles Chart | 2              |
| Belgian (Wallonia) Singles Chart | 7              |
| Canadian Hot 100                 | 2              |
| Dutch Top 40                     | 1              |
| French Singles Chart             | 1              |
| German Singles Chart             | 7              |
| Hungría (Rádiós Top 40)          | 11             |
| Irish Singles Chart              | 6              |
| New Zealand Singles Chart        | 6              |
| Swedish Singles Chart            | 38             |
| Swiss Singles Chart              | 21             |
| UK Singles Chart                 | 1              |
| U.S. Billboard Hot 100           | 9              |